# Nachlasserbenschulden
Als Nachlasserbenschulden oder Nachlasseigenschulden werden die Verbindlichkeiten bezeichnet, die ein gesetzlicher oder testamentarischer Erbe nach dem Erbfall zum Zwecke der Verwaltung des Nachlasses eingegangen ist, beispielsweise Rechtsanwaltsgebühren, die für eine von dem Erben angestrengte Klage auf Erbauseinandersetzung (§ 2042 BGB) anfallen. Kennzeichnend ist, dass Nachlasserbenschulden nach dem Erbfall aus Rechtshandlungen des Erben entstehen und grundsätzlich zu Eigenschulden führen, für die der Erbe wie jeder andere Schuldner aus seinem eigenen Vermögen haftet.

## Abgrenzung
Nachlasserbenschulden können zu den Nachlassverbindlichkeiten im Sinne des § 1967 BGB gehören.
Reine Nachlassverbindlichkeiten sind die Erblasserschulden, die im Zeitpunkt des Erbfalls schon in der Person des Erblassers begründet waren und von ihm "herrühren" (§ 1967 Abs. 2 Fall 1 BGB) sowie die Erbfallschulden, die den Erben als solchen treffen und aus Anlass des Erbfalls entstehen (insbesondere Pflichtteilsrechte (§§ 2303 ff. BGB), Vermächtnisse (§ 2174 BGB) und Auflagen (§ 1940 BGB), § 1967 Abs. 2 Fall 2 BGB).
Für die Nachlasserbenschulden haften im Außenverhältnis der Nachlass und das persönliche Vermögen des Erben gesamtschuldnerisch, da der Erbe die Verbindlichkeit zwar selbst eingegangen, diese aber durch den Erbfall veranlasst ist. Nur soweit die Verbindlichkeit als reine Nachlassverbindlichkeit zu qualifizieren ist, kann der Erbe seine Haftung den Nachlassgläubigern gegenüber auf den Nachlass beschränken, etwa durch Eröffnung des Nachlassinsolvenzverfahrens (§ 1980 BGB), einen Vorbehalt im Urteil gem. § 780 ZPO oder eine Einwendung gegen die Zwangsvollstreckung gem. § 781 ZPO. Bei Nachlasserbenschulden ist eine Haftungsbeschränkung dagegen nur durch Vereinbarung mit dem Gläubiger möglich.